# Plusknia
Plusknia (Dolycoris) – rodzaj pluskwiaków z rodziny tarczówkowatych.
Pluskwiaki te mają głowę oraz przód przedplecza i tarczki jasno owłosione. Czułki z czarną obrączką na drugim członie. Kształt ich ciała jest bardziej wydłużony niż u anteminii. Śródpiersie z żeberkiem między biodrami. Na pleurytach zatułowia ujścia gruczołów zapachowych położone z dala od bioder, otoczone matową, pomarszczoną i pobrużdżoną powierzchnią, opatrzone krótkim, równoszerokim kanałem wyprowadzającym. Odwłok o drugim widocznym sternicie pozbawionym skierowanego w przód wyrostka.
W Polsce występuje tylko plusknia jagodziak.
Należą tu:
- Dolycoris alobatus Hasan et Afzal, 1990
- Dolycoris baccarum (Linnaeus, 1758) – plusknia jagodziak
- Dolycoris bengalensis Zaidi, 1995
- Dolycoris brachyserratus Hasan et Afzal, 1990
- Dolycoris formosanus Distant, 1887
- Dolycoris indicus Stål, 1876
- Dolycoris longispermathecus Hasan et Afzal, 1990
- Dolycoris numidicus Horváth, 1908
- Dolycoris penicillatus Horváth, 1904
- Dolycoris rotundiparatergite Hasan et Afzal, 1990